# Prizzi
Prizzi es un municipio italiano  en la provincia italiana de Palermo, en Sicilia.  Está ubicada 84 km al sur de la ciudad de Palermo en la valle del río Sosio.  Está rodeada por las comunas de Campofelice di Fitalia, Castronovo di Sicilia, Corleone, Lercara Friddi, Palazzo Adriano, y Vicari, con 5.285 habitantes.

Ubicación de la ciudad de Prizzi dentro de la provincia de Palermo.

## Evolución demográfica
| Gráfica de evolución demográfica de Prizzi entre 1861 y 2021 |
|                                                              |
| Fuente ISTAT - Elaboración gráfica por parte de Wikipedia    |